# Marie Collings
, nata Allaire (Guernsey, 1791 – Guernsey, 1853), è stata la diciottesima dama di Sark dal 1852 al 1853. Collings era il cognome del coniuge.

## Biografia

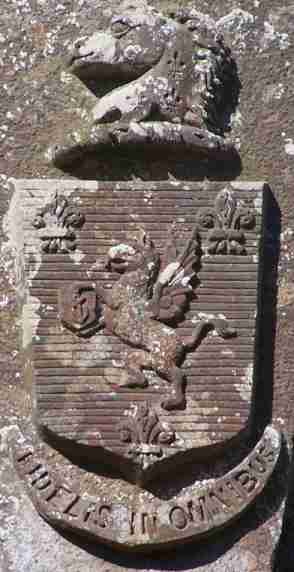
Arma dei Collings, signori di Sark

Secondogenita del ricco corsaro di Guernsey John Allaire (1762–1846), che aveva agito durante le guerre napoleoniche, egli aveva due fratelli: John (1788-1846) e Catherine. Il 24 febbraio 1844 il signore di Sark Ernest le Pelley aveva ottenuto da John un mutuo di 4 000 sterline con l'autorizzazione della regina Vittoria del Regno Unito, dalla cui autorità l'isola dipendeva direttamente; Ernest aveva infatti urgente necessità di denaro per proseguire l'attività della locale miniera che, due anni dopo, crollò. La compagnia non era assicurata per questo evento e Pierre Carey le Pelley, nel frattempo succeduto ad Ernest, non fu in grado di estinguere il debito, per cui, il 10 novembre 1852, alienò la signoria feudale per 6 000 sterline (meno la somma dovuta e gli interessi maturati, pari a 616,13 sterline, quindi per un prezzo netto di 1383 sterline) alla sessantunenne erede di Allaire, Marie, essendo nel frattempo il padre ed il fratello maggiore deceduti.
Ricevette, dunque, il titolo di XVIII dama di Sark (la seconda donna dopo Susanne le Pelley (1730-1733): la terza sarà la sua pronipote Sibyl Mary Hathaway, ava dell'attuale signore John Michael Beaumont) e la proprietà dell'isola da Pierre Carey le Pelley. Marie Collings apparteneva ad un'agiata famiglia di Guernsey i cui antenati si erano arricchiti con l'attività corsara al servizio dei sovrani inglesi. La sua età avanzata non le permise di governare direttamente l'isola che neppure visitò personalmente e lasciò che fosse il figlio, pastore anglicano William Thomas Collings, ad occuparsene. Durante la sua breve amministrazione fu ampliata e modernizzata la Seigneurie, residenza ufficiale dei reggitori di Sark. La dama continuò a dimorare in Guernsey con una delle figlie, Catherine Anne.
Marie aveva sposato Thomas Guérin Collings (deceduto nel 1832), connestabile della città e parrocchia di Saint Peter Port, capitale di Guernsey: suo figlio William Thomas (1823-1882) che succederà alla madre quando morì nel 1853.